# Македонска патриотична организация „Победа“ (Ийст Йорк, Торонто)
 Тази статия е за основаната през 1971 година секция.  За основаната през 1940 година секция вижте Македонска патриотична организация „Победа“ (Торонто).  
Македонската патриотична организация „Победа“ е секция на Македонската патриотична организация в Ийст Йорк, Торонто, Канада.
Към 1971 година председател на МПО „Любен Димитров“ (бивша МПО „Победа“) е Борислав Иванов, който влиза в конфликт с Иван Михайлов. На 23 април 1971 година група от по-възрастни членове на организацията се отцепват и основават МПО „Победа“ в Ийст Йорк, Торонто. На Петдесетия конгрес на МПО Иванов е изключен от организацията заради „нарушения на важни уставни постановления“.
Избраното настоятелство на братството е в състав Лазар Королов (председател), Стасо Новачков (подпредседател), Димитър Ацев (секретар), Крист Кизов (касиер) и трима съветници. Те получават поздравления от членовете на ЦК на МПО Петър Ацев, Христо Анастасов и други. МПО „Победа“ изпраща трима делегати на Петдесетия конгрес на МПО през 1971 година. На следващата година главна говорителка на женските секции при МПО е Ж. Цафарова от МПО „Победа“. През август 1972 година е основана и младежка секция „Асен Аврамов“ с 45 души членове.
През 1982 година назрява конфликт в организацията, която се разделя на две групи от около 80 души, подкрепящи Ник Михайлов, и от около 50 души, групирани от Спас Запрев. Резултатите от проведените през май избори задълбочават кризата. През октомври в спора се намества ЦК на МПО, което довежда до изостряне на конфликта, който засяга и с върналата се в лоното на БПЦ православна община „Св. Троица“. През 1983 година МПО „Победа“ си избира ново настоятелство в състав Спас Марков (председател), Славчо Трайков (подпредседател) и Анастас Новачков (секретар).
В следващ период част от енорията на „Св. Троица“ се връща в лоното на Българската православна църква и следва ново разделяне на организацията, като противопоставилите се на това решение създават МПО „Швейцария на Балканите“.